# Квадрантектомија
Квадрантектомија,  која се такође назива сегментанa или делимична мастектомијa дојке је најчешћи облик штедљиве операције у којој хирург уклања само део (једну четвртину) ткива дојке у коме су локализоване туморске ћелије са минималним  делом здравог ткива које га окружује, (мишићие грудног зида у кругу од 2 до 3 центиметара у радијусу тумора), као и лимфне чворове у истостраном пазуху.
Овај поступак је алтернатива радикалној или једноставној мастектомији у којој се уклања цела дојка.
У студијама  која је уследила са пацијентима који су подвргнути овој врсти операцији,  утврђено је да се само  код 9% пацијената након квадрантектомија јавио рецидив рака.

## Опште информације
Уклањање већих малигних тумора може се извести на различите начине; или се дојка потпуно уклања (мастектомија) или се само захваћени део широко изрезује (операција очувања дојке - сегментанa или делимичном мастектомијa дојке).
Да ли је операција очувања дојке могућа зависи од неколико фактора. Недавне студије показују, међутим, да чак и са довољном маргином без тумора, операција очувања дојке у комбинацији са радиотерапијом може довести до благог повећаног ризика од локалног рецидива у поређењу са класичном мастектомијом. Међутим према досадашњим истраживањима дугорочно преживљавање било је слично у обе групе.
Рез коже се врши преко тумора и тумор се уклања од околног здравог ткива дојке. Свакако код већих тумора увек постоји мала шанса да тумор није потпуно уклоњен. Изрезани део обавезно анализира хистопатолог.
Ако  се сумња да тумор није потпуно уклоњен, спроводе се и друге процедуре Након што је тумор потпуно изрезан, преостала дојка мора бити озрачена. Ово се чинаи како би се иуклониле све неоткривене микроскопске сателитске лезије које би могле расти у преосталом ткиву дојке. Комбинација операције и радиотерапије може резултовати променљивим степеном деформације преосталог дела дојке, у зависности од осетљивости сваке особе на зрачење.

## Преглед отстрањеног материјала
Материјал отстрањен током операције или „препарат“ обавезно прегледава хистопатолог како би утврдио да ли на ивицама уклоњеног ткива постоје туморске ћелије. 
Важно је да ивице укоњеног ткива не садрже малигне ћелије, јер је то најбољи показатељ да је тумор у потпуности уклоњен . 
Овај процес обично траје најмање недељу дана.

## Мерење растојања туморских ћелија
Након квадрантектомије треба обавити и  мери растојање туморских ћелија од ивица у свих 6 праваца (горе, доле, напред, назад, лево, десно) због важности процене наставка методе лечења, односно да ли ће се извршити реексцизија пре радиотерапије или ће се обавити одсрањење дојке  (мастектомија).

## Прогноза
Ако налаз патолога покаже да су туморске ћелије присутене на ивицама уклоњеног ткива, лекар ће одредити додатни поступак (поновну ексцизију) за уклањање преосталих туморских ћелија из дојке.
Након реинтервенције код  индицирана је терапија зрачењем која треба да у потпуности уклони све туморске ћелије које су преостале у ткиву дојке и на тај начин смањи могућност локалног рецидива (враћања) болести.
За разлику од мастектомије, квадрантектомија задржава дојку, чак и ако су понекад потребне корекције. Дугорочна студија током 20 година показала је да квадрантектомија са накнадном радиотерапијом и мастектомија са потпуним уклањањем дојке имају исте дугорочне стопе преживљавања.
Ако се донесе одлука за примену штедљиве операцију дојке, као могућност примењује се уклањање сумњивог квадранта дојке, а по потреби и корекцију друге дојке како би поступак био што непрепознатљивији. Поступци који могу допринети симетрији дојки укључују смањење или подизање једене и / или обе дојке.

## Ризици, нежељени ефекти и опасности
Квадрантектомија, као и све друге хируршке процедуре, носи ризике и компликације. Дешава се да нису уклоњене све туморске ћелије. Тада може доћи до рецидива у наредних пет година. Ако је потребно, туморске ћелије су се већ прошириле кроз лимфне чворове и већ формирају метастазе. Осим тога, могуће су и инфламаторне реакције услед инфекција након операције.
Ово се односи и на шупљину ране и на ожиљке. Као и код сваке операције, у ретким случајевима може доћи до тромбозе доњих екстремитета са ризиком од плућне емболије. Може доћи и до секундарног крварења, које повремено захтева хируршку хемостазу. За разлику од сегментне ресекције, брадавице се обично задржавају помоћу квадрантектомије. Изузетак је централна квадрантектомија. Упркос томе, након захвата могу се појавити деформације или асиметрије, што у овим случајевима захтева исправљање козметичког дефицита. Могуће је користити аутологну трансплантацију. Сопствено ткиво се користи одмах након операције да би се надокнадиле асиметрије. 